# Anne Wolf
Anne Wolf (* 31. Mai 1967 in Brüssel) ist eine belgische Jazzmusikerin (Piano, Komposition).

## Leben und Wirken
Wolf lernte ab dem neunten Lebensjahr klassisches Klavier. Mitte der 1980er Jahre ging sie an das Königlichen Konservatorium Brüssel, wo sie Musiktheorie, Musikanalyse, Harmonielehre und später Jazzpiano bei Charles Loos und Eric Legnini studierte.
Bereits während des Studiums war Wolf als Berufsmusikerin aktiv, nicht nur im Jazz, sondern auch in der Popmusik. Nach ihrem Studium gründete sie ein Trio und veröffentlichte 2001 ihr erstes Album Amazone. Neben ihrem Trio spielte sie auch in den Gruppen von Pierre Van Dormael und Charles Loos. Im Jahr 2002 erhielt sie den belgischen Django d’Or als „neues Talent“. Im Jahr 2010 erschien die zweite Platte ihres Trios, das sie nun mit ihrem Mann, dem niederländischen Kontrabassisten Theo de Jong, und dem Perkussionisten Janco van der Kaaden bildete. Mit dem Quartett Wolf in the Woods (mit Stefan Bracaval, Chris Joris und Sal La Rocca) legte sie das Album Live at Jazz Station (2016) vor. 2019 veröffentlichte sie bei Igloo Records mit ihrem Quartett, zu dem die Cellistin Sigrid Vandenbogaerde gehörte, das Album Danse avec les Anges. Wolf ist weiterhin auf Alben von Parfum Latin, Sttellla und Cheiro de Choro zu hören.